# Curry mee

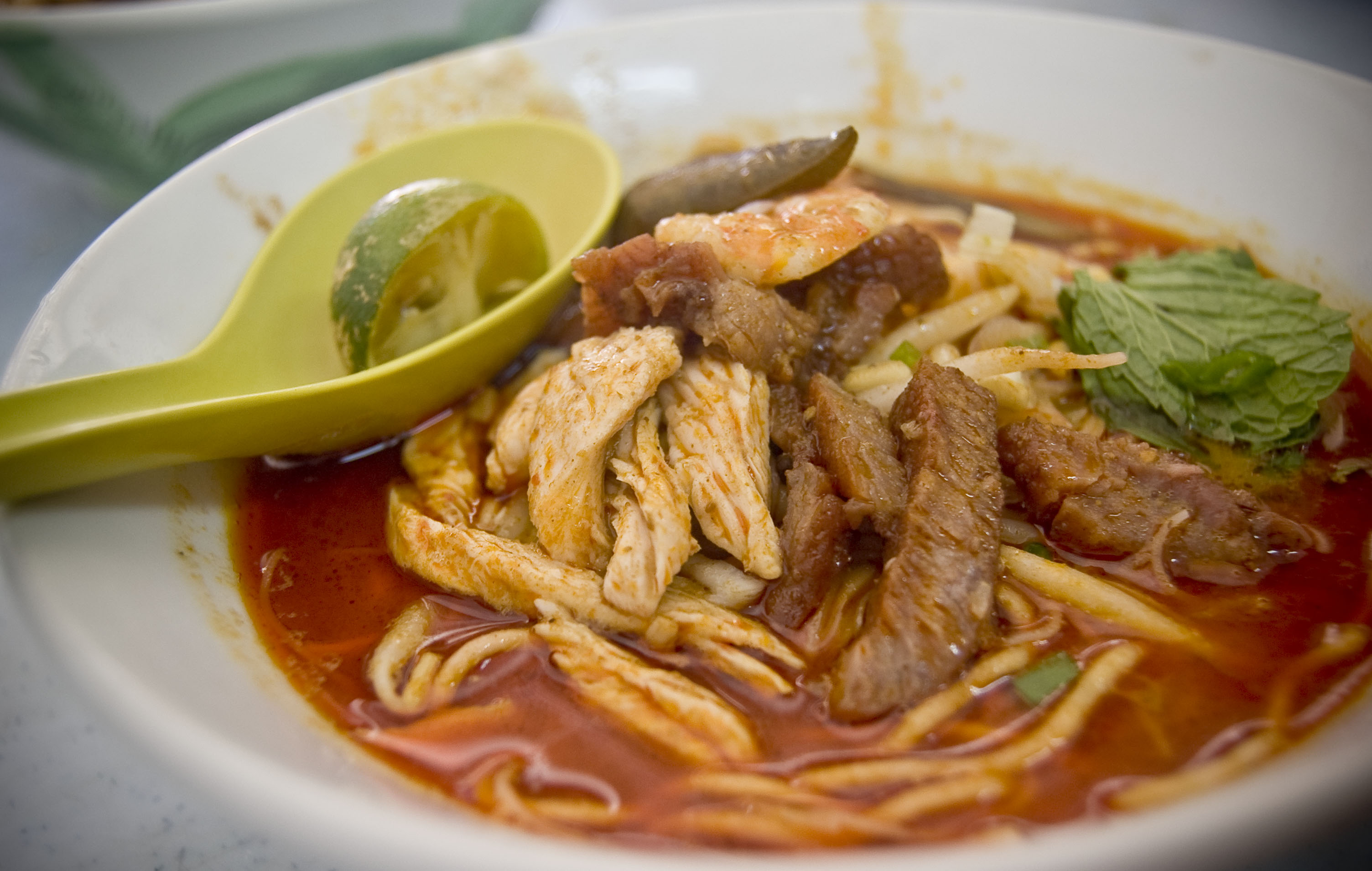
Curry mee.

El curry mee es un plato único de la cocina malaya, elaborado habitualmente con fideos finos amarillos de huevo y mee-hoon (vermicelli de arroz) con sopa de curry picante, leche de coco y una mezcla de tofu seco, gamba, sepia, carne de pollo, huevo y hojas de menta. Sin embargo, lo que hace especial al curry mee es una mezcla de sambal y sangre de cerdo, normalmente coagulada y en dados.